# Donadeu
Donadeu es una localidad argentina ubicada en el departamento Alberdi de la provincia de Santiago del Estero. Se encuentra sobre la ruta provincial 5, 23 km al sudeste de Campo Gallo.
La forestación es la principal actividad económica de la zona. Una fábrica de muebles reflotada en 2005 da trabajo a 40 personas.
La estación de ferrocarril fue la última inaugurada del ramal Campo Gallo - Tintina, siendo abierta en 1940. Su estación de estilo minimalista refleja la última etapa de construcciones de Ferrocarril del Estado. La misma dejó de recibir cargas a comienzos de los años 1990.

## Población
Cuenta con 559 habitantes (Indec, 2010), lo que representa un incremento del 2% frente a los 548 habitantes (Indec, 2001) del censo anterior.
| Gráfica de evolución demográfica de Donadeu entre 1991 y 2010 |
|                                                               |
| Fuente: Censos nacionales del INDEC                           |